# Port lotniczy Chaszm al-Kirba
Port lotniczy Chaszm al-Kirba (ICAO: HSKG, IATA GBU) – port lotniczy położony w Chaszm al-Kirba, w Sudanie (stan Kassala).